# Harold Bauer
Harold Bauer (ur. 28 kwietnia 1873 w New Malden, zm. 12 marca 1951 w Miami) – amerykański pianista pochodzenia angielskiego.

## Życiorys
Początkowo uczył się gry na skrzypcach u swojego ojca oraz u Adolfa Politzera, po raz pierwszy wystąpił jako skrzypek w wieku 9 lat. Jednocześnie uczył się gry na fortepianie, debiutując publicznie w wieku 19 lat w Londynie. W 1892 roku przebywał w Paryżu, gdzie był uczniem Ignacego Jana Paderewskiego. W kolejnych latach odbył tournée koncertowe po krajach europejskich, w 1900 roku po raz pierwszy wystąpił w Stanach Zjednoczonych. Grał z czołowymi orkiestrami i zespołami kameralnymi, występował wspólnie z Jacques’em Thibaudem i Pau Casalsem. Po wybuchu w 1914 roku I wojny światowej wyemigrował do USA, w 1921 roku otrzymał amerykańskie obywatelstwo. Z jego inicjatywy w 1918 roku w Nowym Jorku powstało Beethoven Association, działające do 1941 roku. Wykonywał różnorodny repertuar, od utworów XVII- i XVIII-wiecznych klawesynistów, przez muzykę romantyczną, skończywszy na kompozytorach współczesnych (Claude Debussy, Maurice Ravel). Opracował transkrypcje orkiestrowe utworów J.S. Bacha, Johanna Kuhnaua i Beethovena. Przygotował również edycje utworów fortepianowych Schuberta, Brahmsa i Musorgskiego.
Opublikował autobiografię Harold Bauer: His Book (wyd. Nowy Jork 1948). Odznaczony został orderem Legii Honorowej.